# Азовское (Джанкойский район)
Азо́вское (до 1944 года Кола́й, Кала́й; укр. Азо́вське, крымскотат. Qalay, Къалай) — посёлок городского типа в Джанкойском районе Крыма, центр и единственный населённый пункт Азовского сельского поселения (Азовского поселкового совета). Посёлок расположен в 20 км на юго-восток от районного центра города Джанкой. В посёлке имеется одноимённая железнодорожная станция на линии Джанкой—Керчь—Феодосия.

## Название
Историческое название посёлка Калай означает в переводе с крымскотатарского языка «олово». В документах начала XX века было распространено искажённое написание Колай.

## История

### Основание
Посёлок Калай был основан, судя по доступным источникам, после сооружения железной дороги на Феодосию в 1892 году, как поселение при железнодорожной станции и получил название по находившемуся неподалёку старому крымскотатарскому селу Калай, которое стали называть Калай Татарский. Впервые посёлок встречается в «…Памятной книжке Таврической губернии на 1900 год», как приписанная к Ак-Шеихской волости Перекопского уезда деревня Колай (так, обычно, учитывались недавно основанные селения), в которой числилось 40 жителей в 11 дворах. По Статистическому справочнику Таврической губернии. Ч.II-я. Статистический очерк, выпуск пятый Перекопский уезд, 1915 год, в посёлке Колай Ак-Шеихской волости Перекопского уезда числилось 12 дворов (все дворы безземельные) со смешанным населением в количестве 80 человек приписных жителей, из которых 38 мужчин и 42 женщины. Жители владели 300 десятинами удобной земли. В хозяйствах имелось 28 лошадей и 18 коров.

### Поселок во времена Советской власти
После установления в Крыму Советской власти, по постановлению Крымревкома от 8 января 1921 года № 206 «Об изменении административных границ» была упразднена волостная система и в составе Джанкойского уезда был создан Джанкойский район. В 1922 году уезды преобразовали в округа. 11 октября 1923 года, согласно постановлению ВЦИК, в административное деление Крымской АССР были внесены изменения, в результате которых округа были ликвидированы, основной административной единицей стал Джанкойский район и село включили в его состав. Согласно Списку населённых пунктов Крымской АССР по Всесоюзной переписи 17 декабря 1926 года в составе Ак-Шеихского сельсовета Джанкойского района числилось село Колай (наряду с Колаем Татарским).
В 1935 году Калай стал районным центром. Здесь действовали трикотажная фабрика, ремонтные мастерские МТС, мастерские бытового обслуживания, мукомольный завод, хлебоприёмный пункт, небольшой винзавод, мясо-молочный комбинат, молокозавод, кирпично-черепичный завод, красильный цех трикотажной фабрики, электростанция, радиоузел. В довоенный период был заложен парк культуры и отдыха, озеленены улицы, работало 7 магазинов, 2 столовых, поликлиника, родильный дом, новое помещение средней школы, где учились свыше 500 детей; Дом культуры, клуб на 350 мест и библиотека с фондом книг и журналов 7920 экземпляров. Выходила районная газета «За большевистские колхозы». В 1940 году население села достигло 1607 человек.

#### Великая Отечественная война
В годы Великой Отечественной войны село было оккупировано гитлеровцами с 1 ноября 1941 года по 10 апреля 1944 года. Фашисты расправлялись с жителями села — женщинами, стариками и детьми за попытки оказать помощь советским военнопленным, размещенным в местном пересыльном лагере. В районе было расстреляно и замучено 1080 мирных жителей и 354 военнопленных, угнано в фашистское рабство из 29 юношей и девушек.
С 1942 года в селе функционировали 4 подпольные патриотические группы под руководством областного подпольного партийного центра. До оккупации фашистами в Калае был создан партизанский отряд, который в дальнейшем стал называться Ичкинско-Колайский. Данный партизанский отряд действовал в Зуйских и Карасубазарских лесах.
В боях Великой Отечественной войны сражались 500 жителей села, 390 из них награждены орденами и медалями. Мужество и героизм проявил уроженец Калая военно-морской летчик Николай Савва. 18 октября 1941 года Николай Савва вышел на таран, где уничтожил вражеский бомбардировщик. Николай Савва погиб в 1942 году. Его именем названа одна из центральных улиц поселка, а также его имя носит Азовская общеобразовательная школа.

#### Послевоенный период
После освобождения Крыма от фашистов, согласно
Постановлению ГКО № 5859 от 11 мая 1944 года, 18 мая крымские татары были депортированы в Среднюю Азию. Указом Президиума Верховного Совета РСФСР № 621/6 от 14 декабря 1944 года Колай был переименован в Азовское и Колайский район — в Азовский.
С 1957 года Азовское — посёлок городского типа. В 1962 году, согласно указу Президиума Верховного Совета УССР «Об укрупнении сельских районов Крымской области», от 30 декабря 1962 года, Азовский район был включён в состав Джанкойского.
С 1962 года здесь действует Азовская районная электростанция, которая обслуживает весь Джанкойский район.
В 1968 году численность населения составляла около 5 тыс. человек, здесь действовали углекислотный завод, винный завод, молочный завод и несколько других предприятий.
В 1990-е годы население посёлка увеличилось приблизительно на треть за счёт возвратившихся из мест депортации крымских татар.

## Динамика численности населения
| 1959  | 1959  | 1970  | 1979  | 1989  | 2001  |
| ----- | ----- | ----- | ----- | ----- | ----- |
| 3034  | ↘1542 | ↗4298 | ↘4102 | ↗4191 | ↗4315 |
| 2009  | 2010  | 2011  | 2012  | 2013  | 2014  |
| ↘3866 | ↘3828 | ↘3811 | ↘3806 | ↘3798 | ↘3649 |
| 2015  | 2016  | 2017  | 2018  | 2019  | 2020  |
| ↗3656 | ↘3607 | ↘3527 | ↘3480 | ↘3459 | ↘3433 |
| 2021  |       |       |       |       |       |
| ↗3439 |       |       |       |       |       |

Всеукраинская перепись 2001 года показала следующее распределение по носителям языка
| Язык             | Процент |
| ---------------- | ------- |
| русский          | 61.92   |
| крымскотатарский | 30.82   |
| украинский       | 6.11    |
| другие           | 0.5     |

- 1915 год — 80 чел.[10]
- 1939 год — 1554 чел.

## Экономика
- ООО «Азовчане» колбасный завод.[38]
- Азовский ликёро-водочный завод (не функционирует с 2004 года — банкротство).[39]
- «Азовец» (деревообработка и швейное производство).
- ООО «ГП Базис»
- «Райагрохим».
- Элеватор ООО «Поле-Порт».

## Социальная сфера
В посёлке имеется поликлиника, районная больница, ясли-сад, комбинат коммунальных предприятий, дом быта.

## Учебные заведения
Муниципальное общеобразовательное учреждение «Азовская школа-гимназия имени Николая Саввы»

## Памятники
В поселке есть памятники воинам-односельчанам и воинам-освободителям, которые погибли в годы Великой Отечественной войны.